# OROターフスプリント
OROターフスプリント（オーロターフスプリント）は、岩手県競馬組合が盛岡競馬場で施行する地方競馬の重賞競走である。正式名称は「キリン杯 OROターフスプリント」。

## 概要
2010年まで行われていたシーズンラストの芝の特別競走「きんもくせい賞」を重賞に格上げしたものであるが、回数は引き継がれなかった。当時、盛岡競馬場の芝の古馬重賞は他にせきれい賞、OROカップがあったがいずれも中距離から長距離であるため、国内でも希少価値の高い芝の短距離重賞として今後の発展が期待されていた。
2014年に地方競馬全国交流となった
2016年に岩手競馬で重賞格付け制度が開始され、M2に格付けされた。
2022年に1着賞金額が300万円から500万円へ増額された。
2023年は芝コースの走路状態悪化のため、ダート1000mで施行された。
2024年より施行時期が8月中旬に変更され、同年をもって開催休止となる。なお、同年も芝コースの走路状態悪化のため、ダート1000mで施行される。

### 条件・賞金等（2023年）
出走条件
サラブレッド系3歳以上、地方競馬全国交流。
トライアルのハーベストカップで上位2着までに入った馬に優先出走権がある。
負担重量
定量。3歳55kg、4歳以上57kg（牝馬2kg減）。
賞金等
賞金額は1着500万円、2着175万円、3着100万円、4着65万円、5着35万円で着外手当は2万5000円。
副賞
キリンビール株式会社北東北支店賞、岩手日報社賞、開催執務委員長賞

## 歴史
- 2011年 - 2010年まで行われていたきんもくせい賞を重賞に格上げする形で創設。
- 2014年 - 地方全国交流競走となる。
- 2019年 - スタリオンシリーズから外れる。
- 2022年 - 1着賞金額が300万円から500万円へ増額される。
- 2023年 - 芝コースの走路状態の悪化に伴い、ダート1000mで施行[4]。
- 2024年
  - 施行時期を8月中旬に変更。
  - 芝コースの走路状態の悪化に伴い、2年連続でダート1000mで施行。

### 歴代優勝馬
2023年と2024年は盛岡競馬場ダート1000m、それ以外は盛岡競馬場芝1000mで施行。
| 回数   | 施行日         | 優勝馬             | 性齢 | 所属   | タイム | 優勝騎手   | 管理調教師 | 馬主                     |
| ------ | -------------- | ------------------ | ---- | ------ | ------ | ---------- | ---------- | ------------------------ |
| 第1回  | 2011年10月23日 | ラブミープラチナ   | 牝3  | 水沢   | 59.6   | 齋藤雄一   | 板垣吉則   | 小林祥晃                 |
| 第2回  | 2012年10月27日 | ライトマッスル     | 牡3  | 盛岡   | 58.1   | 関本淳     | 熊谷昇     | 村上雅規                 |
| 第3回  | 2013年10月26日 | ライトマッスル     | 牡4  | 盛岡   | 1:00.0 | 関本淳     | 熊谷昇     | 村上雅規                 |
| 第4回  | 2014年10月25日 | ダブルスパーク     | 牝5  | 水沢   | 58.2   | 陶文峰     | 村上昌幸   | 大黒富美子               |
| 第5回  | 2015年10月24日 | エゴイスト         | 牝4  | 水沢   | 58.2   | 菅原俊吏   | 石川栄     | 田端修                   |
| 第6回  | 2016年10月22日 | ケイアイユニコーン | 牡7  | 北海道 | 58.5   | 松井伸也   | 安田武広   | 亀田和弘                 |
| 第7回  | 2017年10月21日 | コウセン           | 牡7  | 盛岡   | 57.8   | 山本政聡   | 櫻田康二   | 西村專次                 |
| 第8回  | 2018年10月20日 | シャドウパーティー | セ9  | 水沢   | 58.3   | 高橋悠里   | 三野宮通   | 井田莊一郎               |
| 第9回  | 2019年10月20日 | エイシンテキサス   | 牡9  | 愛知   | 58.6   | 山林堂信彦 | 坂口義幸   | 太田雅貴                 |
| 第10回 | 2020年10月24日 | ツーエムマイスター | 牡8  | 盛岡   | 58.6   | 岩本怜     | 飯田弘道   | 水谷昌晃                 |
| 第11回 | 2021年10月26日 | クラヴィスオレア   | 牡8  | 北海道 | 58.0   | 岩本怜     | 小野望     | 多田信尊                 |
| 第12回 | 2022年9月27日  | ケイアイサクソニー | 牡6  | 北海道 | 58.1   | 高橋悠里   | 安田武広   | （株）クイーンズ・ランチ |
| 第13回 | 2023年10月22日 | マッドシェリー     | 牝5  | 川崎   | R58.1  | 神尾香澄   | 山田質     | 大越徹朗                 |
| 第14回 | 2024年8月18日  | マッドシェリー     | 牝6  | 川崎   | 58.7   | 神尾香澄   | 山田質     | 大越徹朗                 |

Rはコースレコードを示す。

#### 各回競走結果の出典
- OROターフスプリント 歴代優勝馬 - 地方競馬全国協会
- JBISサーチ
  - 2011年，2012年，2013年，2014年，2015年，2016年，2017年，2018年，2019年，2020年，2021年，2022年，2023年，2024年